# Pleurobema oviforme
Pleurobema oviforme är en musselart som först beskrevs av Conrad 1834.  Pleurobema oviforme ingår i släktet Pleurobema och familjen målarmusslor. IUCN kategoriserar arten globalt som sårbar.

## Underarter
Arten delas in i följande underarter:
- P. o. oviforme
- P. o. holstonense
- P. o. argenteum